# Австралія на зимових Олімпійських іграх 1992
Австралія на зимових Олімпійських іграх 1992, які проходили з 8 по 23 лютого в Альбервілі (Франція), була представлена 22 спортсменами в 9 видах спорту. 

## Учасники
| Спорт               | Чоловіки | Жінки | Всього |
| ------------------- | -------- | ----- | ------ |
| Біатлон             | 0        | 2     | 2      |
| Бобслей             | 2        | 0     | 2      |
| Гірськолижний спорт | 1        | 1     | 2      |
| Лижні перегони      | 2        | 0     | 2      |
| Ковзанярський спорт | 2        | 0     | 2      |
| Санний спорт        | 0        | 1     | 1      |
| Фігурне катання     | 2        | 1     | 3      |
| Фристайл            | 2        | 0     | 2      |
| Шорт-трек           | 4        | 2     | 6      |
| Усього              | 15       | 7     | 22     |

## Біатлон
Спортсменів — 2
Жінки
| Спортсмени       | Змагання            | Час     | Промахи     | Відставання | Місце |
| ---------------- | ------------------- | ------- | ----------- | ----------- | ----- |
| Сандра Пейнтін   | спринт              | 28:50.0 | 2 (1+1)     | +4:20.8     | 54    |
| Сандра Пейнтін   | індивідуальна гонка | 56:17.9 | 3 (2+0+0+1) | +7:08.1     | 40    |
| Керрін Петрбрідж | спринт              | 27:58.7 | 2 (1+1)     | +3:29.5     | 39    |
| Керрін Петрбрідж | індивідуальна гонка | 57:49.7 | 2 (0+0+1+1) | +6:02.5     | 32    |